# Cantata BWV Anh 198
La Cantata BWV Anh 198 è una composizione di Johann Sebastian Bach.

## Storia
Composta per la festa di San Michele e tutti gli angeli, pochissimo si sa di questa cantata, della quale non si conosce neanche il titolo. Gran parte della musica è andata perduta. Del primo movimento (in re maggiore, intitolo Concerto) mancano le prime quattordici battute, così come manca praticamente tutto il testo.
La prima ed unica parola del testo è "Man", nella parte del basso. Il musicologo Michael Helms ipotizza che questo movimento di apertura sia un riarrangiamento, per ragioni sconosciute, della cantata Man singet mit Freuden BWV 149.